# Edenílson
Edenílson Andrade dos Santos, né le 18 décembre 1989 à Porto Alegre, est un footballeur brésilien. Il évolue au poste de milieu de terrain au Grêmio Porto Alegre.

## Carrière
Edenílson participe aux éditions 2012 et 2013 de la Copa Libertadores avec les Corinthians.
Il rejoint l'Udinese en 2014, et est prêté au Genoa pour une saison.

## Statistiques
| Saison                | Club                  | Championnat           | Championnat | Championnat | Coupe(s) nationale(s) | Coupe(s) nationale(s) | Compétition(s) continentale(s) | Compétition(s) continentale(s) | Compétition(s) continentale(s) | Championnat d'État | Championnat d'État | Recopa Sudamerica | Recopa Sudamerica | Total | Total |
| Saison                | Club                  | Division              | M.          | B.          | M.                    | B.                    | Comp.                          | M.                             | B.                             | M.                 | B.                 | M.                | B.                | M.    | B.    |
| 2009                  | SER Caxias            | Serie C               | 5           | 0           | 0                     | 0                     | -                              | -                              | -                              | 8                  | 0                  | -                 | -                 | 13    | 0     |
| 2010                  | SER Caxias            | Serie C               | 8           | 1           | 0                     | 0                     | -                              | -                              | -                              | 16                 | 2                  | -                 | -                 | 24    | 3     |
| 2011                  | SER Caxias            | Serie C               | -           | -           | 4                     | 0                     | -                              | -                              | -                              | 17                 | 0                  | -                 | -                 | 21    | 0     |
| Sous-total            | Sous-total            | Sous-total            | 13          | 1           | 4                     | 0                     | -                              | -                              | -                              | 41                 | 2                  | -                 | -                 | 58    | 3     |
| 2011                  | SC Corinthians        | Serie A               | 25          | 0           | 0                     | 0                     | -                              | -                              | -                              | -                  | -                  | -                 | -                 | 25    | 0     |
| 2012                  | SC Corinthians        | Serie A               | 21          | 2           | 0                     | 0                     | CL                             | 7                              | 0                              | 13                 | 0                  | -                 | -                 | 41    | 2     |
| 2013                  | SC Corinthians        | Serie A               | 36          | 0           | 4                     | 0                     | CL                             | 4                              | 1                              | 16                 | 1                  | 2                 | 0                 | 62    | 2     |
| 2014                  | SC Corinthians        | Serie A               | -           | -           | -                     | -                     | -                              | -                              | -                              | 1                  | 0                  | -                 | -                 | 1     | 0     |
| Sous-total            | Sous-total            | Sous-total            | 82          | 2           | 4                     | 0                     | -                              | 11                             | 1                              | 30                 | 1                  | 2                 | 0                 | 129   | 4     |
| 2014-2015             | Genoa CFC (prêt)      | Serie A               | 30          | 0           | 1                     | 0                     | -                              | -                              | -                              | -                  | -                  | -                 | -                 | 31    | 0     |
| 2015-2016             | Udinese Calcio        | Serie A               | 29          | 0           | 1                     | 1                     | -                              | -                              | -                              | -                  | -                  | -                 | -                 | 30    | 1     |
| Sous-total            | Sous-total            | Sous-total            | 59          | 0           | 2                     | 1                     | -                              | -                              | -                              | -                  | -                  | -                 | -                 | 61    | 1     |
| Total sur la carrière | Total sur la carrière | Total sur la carrière | 154         | 3           | 10                    | 1                     | -                              | 11                             | 1                              | 71                 | 3                  | 2                 | 0                 | 248   | 8     |

## Palmarès
Il remporte avec les Corinthians le championnat du Brésil en 2011, la Copa Libertadores en 2012, la Coupe du monde des clubs la même année et le Campeonato Paulista et la Recopa Sudamericana en 2013.